# Joan Ganhaire
Joan Ganhaire (Agen, 21 de mayo de 1941) es un escritor francés en lengua occitana, concretamente, en dialecto lemosín. Su nombre en francés es Jean-Léopold Ganiayre.
Nace en Agen, municipio situado en el departamento de Lot y Garona, en la región de Aquitania. Estudió secundaria en la ciudad de Périgueux, y medicina en la Universidad de Burdeos. Tras licenciarse, ejerce en la comarca de Périgord, donde empieza a escribir en occitano.
Es consejero general del cantón de Brantòsme en Dordoña desde 2007.

## Obra literaria
Es una de los autores más importantes de la literatura occitana contemporánea. Sus obras han sido traducidas al francés. Entre ellas, destacan:
- Lo libre dau reirelutz. IEO-Novelum, 1978, por la que ganó el Premio Pau Froment.
- Lo darrier daus Lobaterras. Marselha : IEO-A Tots, 1984.
- Dau vent dins las plumas. Orlhac: IEO-A Tots, 1992, Premio Joan Bodon 1994.
- Cronicas de Vent-li-Bufa. IEO-Novelum,1995.
- Lo viatge aquitan. Castras : IEO-A Tots, 2000, Premio Jaufre Rudel 2001.
- Sorne transluc. Castras : Novelum-IEO-Crimis, 2004.
- Las Islas jos lo sang. Bonlòc : IEO-A Tots, 2006.
- Las tòrnas de ciraudon: IEO-Crimis, 2010.
- Vautres que m'avètz tuada: IEO-Crimis, 2013.
- Chamin de Copagòrja: IEO-Crimis, 2015.